# Afrana wittei
Afrana wittei és una espècie de granota que viu a Kenya i Tanzània.